# Pierre Créma
Pierre Créma, né le 16 mai 1991 à Caudecoste, est un coureur cycliste français.

## Biographie
Issu d'une famille de sportifs, Pierre Créma commence le cyclisme à l'âge de 13 ans, après s'être s'essayé à plusieurs sports comme le tennis, la natation et le karaté. Il débute au Vélo-Club du Bruilhois et de l'Agenais à Estillac, en licence UFOLEP. Sous les couleurs de cette fédération, il s'illustre en obtenant de nombreuses victoires chez les jeunes. 
En 2011, il rejoint l'AVC Libournais pour sa deuxième saison espoirs (moins de 23 ans). Actif sur route et sur piste, il devient champion d'Aquitaine de l'omnium chez les élites en 2014,. Il intègre le CAM Bordeaux en 2015, qui évolue en division nationale 3. Le 10 janvier, il devient champion de France d'hiver de la course aux points, devant le professionnel Romain Guillemois. Il remporte ensuite sur route le championnat de Gironde en deuxième catégorie, ou encore le Tour des Écureuils, où il devance Pavel Sivakov. Au mois d'août, il crée la surprise en terminant deuxième du championnat de France du scratch, derrière le coureur de la FDJ Kévin Réza.
De 2016 à 2018, il court en première catégorie avec le Team cycliste Périgord 24. Durant cette période, il s'impose notamment sur une édition du Tour des Landes. 

## Palmarès sur route
| - 2015 - Tour du bassin d'Arcachon - Tour des Écureuils - 2e du Tour des Landes - 2016 - Nocturne du Bouscat - Tour des Landes : - Classement général - 1re étape - 3e du Circuit des vins du Blayais - 2017 - Nocturne de L'Isle-d'Espagnac - 2e du Grand Prix des Fêtes de Coux-et-Bigaroque | - 2018 - Nocturne de Bruch - Prix des Quartiers d'Été - 2019 - Nocturne d'Auch - Grand Prix de Saint-Martin-de-Seignanx - Prix des Vendanges - 2e du Grand Prix de la Tomate - 3e du Saint-Brieuc Agglo Tour |

## Palmarès sur piste

### Championnats de France
- 2015
  - 2e du championnat de France du scratch